# Prestoea
Prestoea es un género con 30 especies de plantas perteneciente a la familia  de las palmeras Arecaceae.  

## Descripción
Palmas pequeñas a medianas, solitarias o cespitosas; plantas monoicas. Hojas pinnadas, segmentos regularmente insertados en un solo plano, patentes o arqueados; vaina tubular a parcialmente abierta, partiéndose opuesta al pecíolo, a veces formando un pseudocaule corto, parcialmente abierto. Inflorescencias una vez ramificadas, pedúnculo terete o casi terete, generalmente alargado, el primero y segundo nudos con brácteas primarias grandes, marcadamente desiguales, caducas, profilo tubular, fuertemente ancipital, mucho más corto que la bráctea peduncular, partiéndose apicalmente y frecuentemente pareciendo bífido, bráctea peduncular terete y rostrada, ramas glabras a puberulentas o flocoso-lepidotas, abultadas o bulbosas basalmente; flores en tríades dispuestas superficialmente en las ramas delgadas; flores estaminadas frecuentemente estipitadas, sépalos esencialmente libres, agudos, fuertemente carinados, imbricados en la base, pétalos valvados, estambres 6, pistilodio prominente; flores pistiladas con sépalos libres, ampliamente imbricados, pétalos mayormente imbricados excepto apicalmente donde son conniventes o valvados, estaminodios presentes. Frutos globosos, negros o purpúreo obscuros cuando maduros, residuo estigmático conspicuo, exocarpo delgado, mesocarpo fibroso, endocarpo delgado; semilla 1, globosa; endosperma ruminado, embrión subbasal, eofilo bífido.

## Distribución
Son nativas de Centroamérica y Sudamérica, extendiéndose desde Costa Rica a Brasil.

## Taxonomía
El género fue descrito por William Jackson Hooker y publicado en Genera Plantarum 3: 875, 899. 1883.
Etimología
Prestoea: nombre genérico otorgado en honor de Henry Prestoe (1842–1923), botánico inglés y viajero, quien recolectó la planta en Trinidad.

## Especies seleccionadas
| - Prestoea acuminata (Willd.) H.E.Moore - palmito de los Andes - Prestoea allenii - Prestoea asplundii - Prestoea brachyclada - Prestoea carderi - Prestoea cuatrecasasii - Prestoea decurrens | - Prestoea ensiformis - Prestoea longipetiolata - Prestoea montana - Prestoea pubens - Prestoea pubigera - Prestoea schultzeana - Prestoea simplicifolia - Prestoea tenuiramosa |